# Boldajny
Jezioro Boldajny (niem. Boldehnen See) – jezioro w Polsce, położone w województwie warmińsko-mazurskim, w powiecie ostródzkim, w gminie Miłakowo, na północny zachód od miejscowości Warkałki.
Powierzchnia jeziora wynosi 9,64 ha.